# Bordușani, Buzău
Bordușani (în trecut, și Coiteasca și Bordușani-Coiteasca) este un sat în comuna Săgeata din județul Buzău, Muntenia, România. Se află în Câmpia Română, în sud-estul județului.